# Könnigde
Könnigde est un village et une ancienne municipalité dans le district de Stendal, en Saxe-Anhalt, en Allemagne . Depuis le 1er janvier 2010, il fait partie de la ville de Bismark .

## Géographie
Le village Altmark de Könnigde est situé à environ 3 km au sud-est de la petite ville de Bismark (Altmark) et à environ 22 km à l'ouest de Stendal. La zone vallonnée et boisée autour de Könnigde appartient à Endmoräne qui s'étend au nord du Secantsgraben en direction du Stendal. Au sud, le quartier de Königdes borde l'Altmarkkreis Salzwedel.

## Histoire
Dans le Landbuch der Mark Brandenburg de 1375, l'endroit a été mentionné pour la première fois sous le nom de Kongede. Le mot wendish konje (cheval) est supposé être à l'origine du nom. La famille "von Kongede" vivait à Könnigde. Adrian et Esaias von Kongede furent de nouveau enfermés avec les rois le 12 avril 1621. En 1636, la lignée familiale mourut de la peste. D'après les armoiries de la famille, qui montrent un croissant de lune couché et une étoile, l'étoile a été incluse dans les armoiries locales actuelles.
Après la fin de la guerre de Trente Ans, le 9 octobre 1648, le Rittmeister Joachim Hennigs acquit le domaine de Königde. En 1675 après la bataille de Fehrbellin, il fut élevé à la noblesse par le Grand Electeur pour ses services militaires (à partir de 1676, il se fit appeler Joachim Hennigs von Treffenfeld). Les armoiries du guerrier font toujours partie des armoiries municipales aujourd'hui. Treffenfeld est décédé le 31 décembre 1688 à Könnigde. Son corps fut momifié et disposé dans le clocher de l'église jusqu'en 1896. Lors de la reconstruction de la nef en 1896, il fut ré-enterré dans une crypte sous l'autel.
L'association "Der Könnigder Heimatverein" fondée en 1998 est particulièrement dédiée au cavalier général Altmark Hennigs von Treffenfeld.
Jusqu'au 31 décembre 2009, Könnigde était une municipalité indépendante. Le conseil municipal de Könnigde a décidé le 25 juin 2009 d'approuver un accord de changement de zone, qui a dissous leur municipalité et est devenu une partie d'une nouvelle municipalité unifiée appelée la ville de Bismark (Altmark). Ce contrat a été approuvé par le district en tant qu'autorité de surveillance locale inférieure et est entré en viguer le 1er janvier 2010.
Un conseil local composé de trois membres, dont le maire local, est formé dans la nouvelle municipalité formée.

## Politique

### Maire (bürgermeister)
1946 à 1950 Werner Wiebelitz
1950 à 1952 Gustav Ritschel
1952 à 1960 Edmund Glaser
1960 à 1962 Heinz Kaphanke
1962 à 1987 Elisabeth Schulze
1987 à 1990 Günther Weber
1990 à 2008 Harald Schulze
2008 à 2010 Elke Freivogel
Depuis 2010 Elke Freivogel en tant que maire de la nouvelle municipalité

### Blason
Les armoiries ont été approuvées le 6 octobre 2000 par le Conseil régional de Magdebourg.
Blason : "Fendu par l'argent et le bleu; devant un aigle rouge à langue rouge à la fissure, or blindé de griffes noires; derrière un bras en argent blindé avec une épée en argent avec une poignée d'or levée vers la gauche, accompagnée à gauche d'une étoile dorée à six branches"
Les couleurs de la paroisse sont bleu - argent (blanc).

### Drapeau
Le drapeau a des rayures bleues et blanches (drapeau hissé : rayures verticales) avec les armoiries de la commune.

## Attractions
Église du village - La tour transversale ouest de l'église avec des ouvertures sonores en arc rond a été construite vers 1150. En 1896, la nef du milieu du XIIIe siècle (un bâtiment en pierre des champs) a été démolie et remplacée par un bâtiment en briques romanisées. La chaire et le retable ont été créés par le sculpteur de la cour Gustav Kuntzsch de Wernigerode.
Porte d'entrée du cimetière (1450) en briques formées à la main avec deux champs vides d'armoiries, une niche de Notre-Dame et un rare couvercle de moine-religieuse.

## Transports
Könnigde n'est pas loin de la route nationale 15, qui mène de Stendal à Bismark (Altmark). La gare la plus proche se trouve dans la commune voisine de Hohenwulsch (ligne de chemin de fer Stendal-Salzwedel).

## Liens internet
Localité de Stadt Bismark
Association "Joachim Hennigs von Treffenfeld" Könnigde e.V.